# Prawo chełmińskie

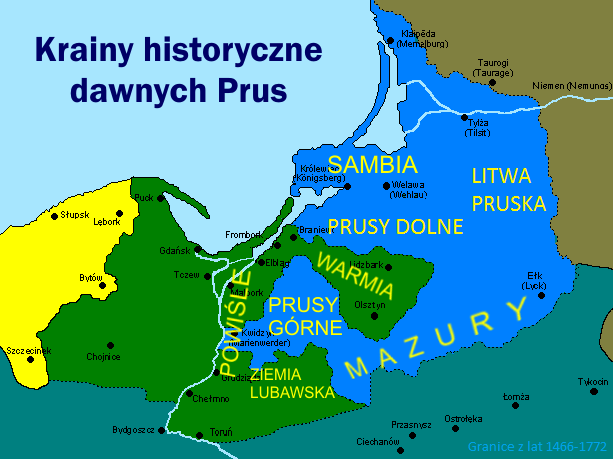
Prusy – obszar, na którym wykształciło się prawo chełmińskie i głównie w nim oddziaływało.

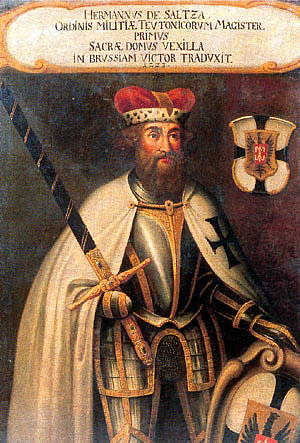
Hermann von Salza, wielki mistrz zakonu krzyżackiego i pierwotny wystawca przywileju chełmińskiego w 1233 r.

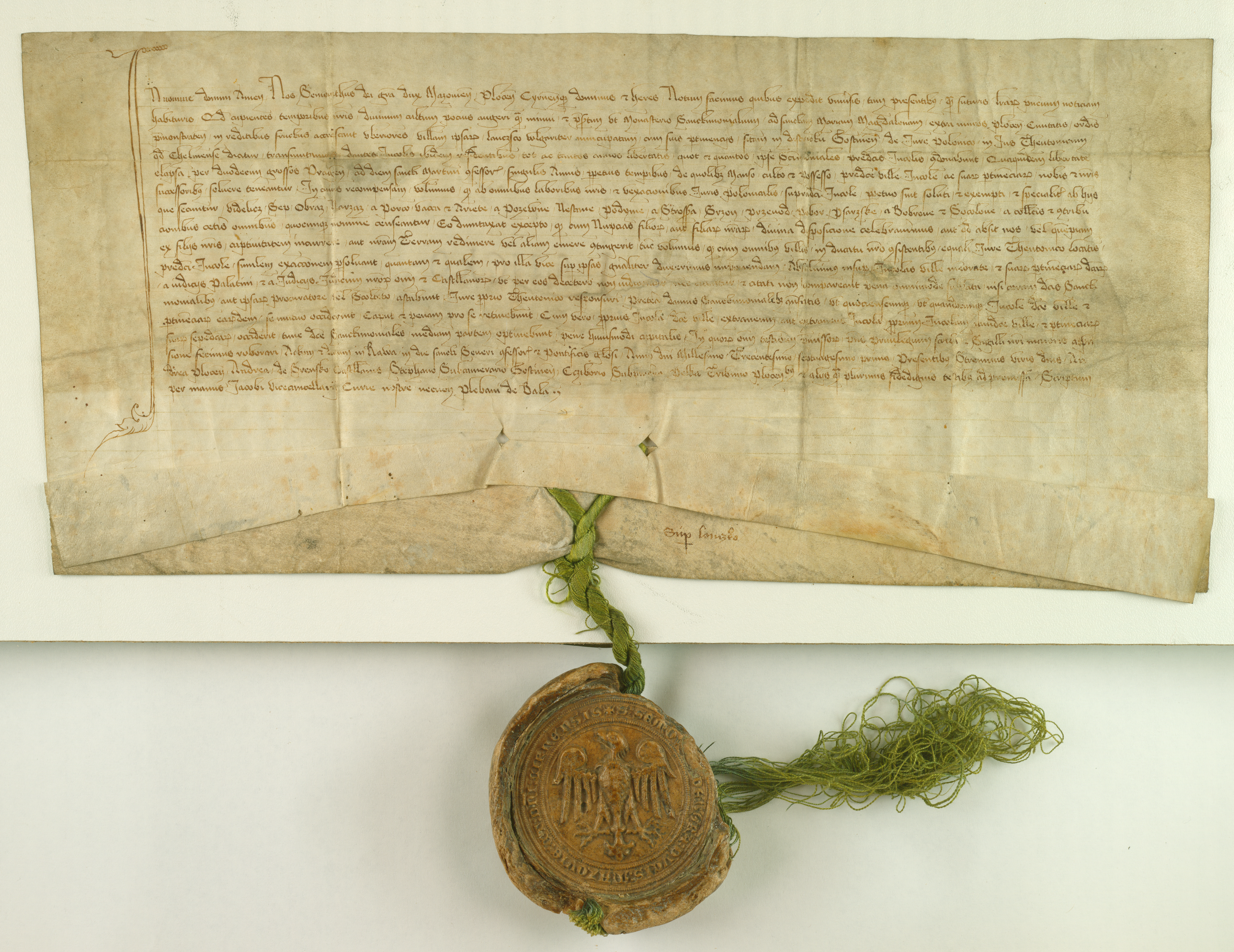
Siemowit III, książę mazowiecki, przenosi z prawa polskiego na prawo chełmińskie wieś Łącko (1371).

Prawo chełmińskie (niem. Kulmer Recht, łac. Jus Culmense vetus) – odmiana prawa magdeburskiego powstała około 1233 w Chełmnie i Toruniu, używana głównie na Pomorzu Wschodnim, Prusach, Mazowszu, Warmii, Podlasiu i w ziemiach chełmińskiej i dobrzyńskiej, a sporadycznie także na Kujawach, Krajnie, Żmudzi i w Małopolsce.

## Historia

### Wstęp
Cytując Zbigniewa Zdrójkowskiego, „prawo chełmińskie ze swoimi licznymi pomnikami było tym, które na terenie ziem dawnej Rzeczypospolitej przedrozbiorowej stworzyło największą ilość norm prawnych, przerastających swoją liczebnością wszystkie inne zbiory normy prawne nie wyłączając głośnych statutów litewskich”.
Na skutek zarządzenia Kazimierza Jagiellończyka od 1476 obowiązywało wszystkich mieszkańców Prus Królewskich (także szlachtę). Najstarsze dokumenty to Kulmer Handfeste Hermanna von Salzy z 28 grudnia 1233 i Alte Kulm z XIV wieku. Nigdy nie uzgodniono oficjalnej kodyfikacji. W praktyce stosowano głównie wydane drukiem projekty kodyfikacji z lat 1566, 1580 oraz 1594.
Na Warmii w początkowym okresie kolonizacji oraz na wschodnich obrzeżach dominium biskupiego (bardziej narażonego na najazdy Litwinów) nadawano ziemię ludności pruskiej, tworząc wsie służebne na prawie pruskim. Zazwyczaj nadania takie były niewielkie – po kilka włók (mniejsze niż w przypadku wsi czynszowych na prawie chełmińskim). Mieszkańcy wsi na prawie pruskim zobowiązani byli do służby zbrojnej (na rzecz biskupa) oraz płacili niewielki czynsz rekognicyjny (wosk, 6 denarów chełmińskich oraz płużne). Dopiero za takim „ochronnym” pasem wsi służebnych na prawie pruskim prowadzono akcję kolonizacyjną, zakładając wsie czynszowe na prawie chełmińskim. Czasem w nowo założonej wsi na prawie chełmińskim wyodrębniano majątek służebny na prawie pruskim (np. Zawidy). Właściciele majątków na prawie pruskim (wieś pruska, dwór pruski) w dominium warmińskim stanowili trzon siły zbrojnej biskupa.
Na prawie chełmińskim jedna służba zbrojna przypadała na 20-40 włók ziemi, na prawie pruskim jedna służba zbrojna przypadała na 2-4 włóki. Prawo pruskie dopuszczało do dziedziczenia tylko synów, w przeciwieństwie do prawa chełmińskiego, w którym dziedziczyły także córki i krewni linii bocznej. Dla osadników korzystniejsze było lokowanie wsi na prawie chełmińskim (mniejsze obciążenie wojskowe i większe prawa dziedziczenia).
W wieku XV i XVI, po wyludnieniu wielu wsi na Warmii, w czasie ponownej kolonizacji wsi (głównie ludnością polską z ziemi chełmińskiej i północnego Mazowsza), wsie nadawano na prawie magdeburskim – różniło się od prawa chełmińskiego tym, że dopuszczało do dziedziczenia jedynie w linii męskiej (w razie braku męskiego potomka ziemia wracała do nadającego – na Warmii do biskupa).
W Prusach Książęcych sądowe prawo chełmińskie uchylono landrechtem w 1620. W Prusach Królewskich obowiązywało aż do rozbiorów. Prawo chełmińskie dawało duże korzyści i zapewniało wiele swobód, było na początku m.in. narzędziem ściągnięcia osadników niemieckich na tereny zakonu krzyżackiego, ale również z Polski, Niderlandów, Danii, Anglii i innych krajów. Jego łamanie przez zakon było jedną z głównych przyczyn powstania Związku Pruskiego i jego poddania się Polsce, w wyniku czego Polska odzyskała dostęp do morza w roku 1466.

### Tło historyczne[3]
Na początku XIII w. polski Kościół podjął akcję chrystianizacyjną ziem pruskich. Jeden z mnichów cysterskiego klasztoru w Łeknie, Chrystian, uzyskał w 1215 r. na Soborze Laterańskim IV z rąk papieża Innocentego III godność biskupią i jurysdykcję kościelną nad całymi Prusami. Z politycznych powodów, chrystianizację tych ziem popierał książę Konrad mazowiecki. W latach 1217–1223 odbyło się nawet kilka lokalnych wypraw krzyżowych mających na celu stłumienie reliktów pogaństwa, które często wywoływały aktywny opór tamtejszej ludności. Umocniło to polskie granice na ziemi chełmińskiej i pograniczach Mazowsza, jednakże trudności w utrzymaniu stałego wojska na granicach Polski z ziemiami pruskimi zostały wykorzystane przez niemieckich duchownych będących doradcami Konrada mazowieckiego. Zasugerowano, by ten sprowadził na te tereny Zakon krzyżacki. W lutym 1226 r. Konrad mazowiecki zawarł wstępną umowę z Krzyżakami. Gotów był oddać im Ziemię Chełmińską w użytkowanie, zachowując jednak prawa zwierzchnie nad nimi. Hermann von Salza, wielki mistrz krzyżacki, a zarazem wybitny dyplomata i doradca cesarza Fryderyka II Hohenstaufa, dostrzegł możliwości płynące z układu z księciem Konradem, mianowicie możliwość utworzenia w przyszłości własnego, zakonnego państwa krzyżackiego. W marcu 1226 r. cesarz potwierdził na wniosek von Salzy wyżej wymienioną umowę wstępną, nadając tym samym ziemiom podarowanym Krzyżakom przez Konrada immunitety ekonomiczne i sądowe. Należy pamiętać, że cesarz miał takie prawo, ponieważ zgodnie z ówczesnymi poglądami do władzy cesarskiej należało dysponowanie wszystkimi ziemiami pogańskimi. Sytuacja ta unaoczniła oczywisty cel przyświecający Krzyżakom, wbrew złudzeniom Konrada mazowieckiego. W 1228 r. doszła do skutku formalna darowizna ziemi chełmińskiej. Zakon w drodze kolejnych umów, m.in. ze wspomnianym wyżej biskupem Chrystianem, otrzymał uprawnienia majątkowe i dziesięcinne, potwierdzone w 1230 r. przez samego papieża. W 1231 r. Krzyżacy zawarli kolejną ważną umowę z biskupem Chrystianem – w myśl jej postanowień po zdobyciu całej ziemi chełmińskiej jedna trzecia jej terytorium miała przejść na własność Zakonu wraz z uprawnieniami władczymi. Wskutek nie tylko sprawnej akcji dyplomatycznej, ale i niezależnych od ich woli wydarzeń (jak np. popadnięcie biskupa Chrystiana w pruską niewolę), Krzyżacy wkrótce stali się dysponentami większości ziem pruskich. Chcąc utrzymać przy życiu swoje państwo, musieli oni skolonizować zdobyte terytorium, zamieszkałe dotąd tylko przez ludność polską i staropruską. Należało stworzyć atrakcyjne warunki, które przyciągnęłyby na te tereny także ludność niemiecką i innych krajów z zachodniej Europy. Narzędziem do tego działania stało się prawo. 28 grudnia 1233 r. wydano w Chełmnie lokacyjny przywilej chełmiński (wydany w języku łacińskim Jus Culmense, historyczna nazwa w j. niemieckim Culmer Handfeste). Przywilej obejmował jednocześnie dwa miasta: Chełmno oraz Toruń.

### Przywilej chełmiński[4]
Dokument ten, wystawiony w 1233 r. przez wielkiego mistrza zakonu krzyżackiego, Hermanna von Salzę, zapoczątkował rozwój chełmińskiej odmiany lokacyjnego prawa niemieckiego. Najstarszy zachowany oryginał przywileju (a konkretnie dwa równobrzmiące egzemplarze) datuje się na rok 1251. Z jego treści można bezpośrednio wnioskować, że nie był on pierwszym chronologicznie, lecz zastępować miał oryginał z 1233 r. utracony na skutek spalenia się. Jeden z tych egzemplarzy obecnie zdeponowany jest w Archiwum Państwowym w Toruniu. Drugi znajduje się w Tajnym Archiwum Państwowym Fundacji Pruskiego Dziedzictwa Kulturowego w Berlinie. Gwido Kisch, jeden z wydawców przywileju, miał wyrazić pogląd, że jego treść odbiega znacznie od przeciętnych przywilejów lokacyjnych miejskich i że jest on rzeczywiście swoistą Magna Charta Libertatum wszystkich późniejszych stanów zakonnego państwa krzyżackiego. Przykładami uzasadniającymi takie stanowisko, a zaczerpniętymi z treści przywileju mogą być: ustanowienie odrębnego sądu wyższego prawa niemieckiego w Chełmnie, zamiar powołania rady miejskiej (wyrażony na 11 lat przed powołaniem rady miejskiej w Magdeburgu), wymierzanie kar przez sądy chełmińskie w wysokości o połowę mniejszej niż przez sądy magdeburskie, wprowadzenie tzw. sukcesji flamandzkiej w prawie spadkowym. Odrębności w porównaniu z prawem magdeburskim było znacznie więcej. Jest to o tyle ciekawe, że jednym ze świadków wystawienia przywileju był ówczesny burgrabia magdeburski. Zdrójkowski stoi na stanowisku, że przeważyły tu wpływy protektora Zakonu Krzyżackiego – Henryka Brodatego, który w tym czasie „był w bardzo złych stosunkach z Magdeburgiem”.

### Powstawanie prawa chełmińskiego[5]
Początki kształtowania się tej odmiany niemieckiego prawa lokacyjnego datuje się na rok 1233, kiedy to ówczesny wielki mistrz zakonu krzyżackiego – Hermann von Salza – nadał je dla miast Chełmna (stąd też nazwa – prawo chełmińskie) oraz Torunia. Najstarszym, podstawowym źródłem prawa chełmińskiego było der Alte Kulm (pl. Stare prawo chełmińskie), którego liczne rękopisy zachowały się do dziś; zbiór ten zawierał przeróbki orzeczeń i wyjaśnień (tzw. ortyli) sądu ławniczego w Magdeburgu, wzbogacone o przepisy także innego pochodzenia (np. fragmenty Zwierciadła saskiego). Der Alte Kulm nie stanowiło kompletnego źródła prawa, dlatego musiało być wspomagane przez prawo zwyczajowe, co w wielu przypadkach oznaczało konieczność posiłkowania się orzeczeniami miejskich sądów ławniczych. Pierwsze spisy zwyczajowego prawa chełmińskiego jako takie, pojawiły się dopiero po roku 1400. Niektórzy historycy uważają spisany w Gdańsku Landläufige Kulmische Recht jako ważny przykład takiego dzieła.
Przeobrażenia społeczne, kulturalne, gospodarcze i polityczne, które następowały w toku polskiej historii doprowadziły do licznych modyfikacji prawa chełmińskiego. Te ważniejsze z ówczesnego, jak i dzisiejszego punktu widzenia nazywamy rewizjami prawa chełmińskiego (p. niżej).

### Rewizje prawa chełmińskiego

#### Wstęp
Do wydarzeń mających charakter przyczyn modyfikacji ius culmense zaliczyć z pewnością należy włączenie Prus Królewskich do Królestwa Polskiego w 1466 r. (patrz: pokój toruński).
W 1474 r. prawo chełmińskie stało się prawem powszechnie obowiązującym w Prusach Królewskich (poza Warmią). Jego treść była czerpana z wielu rozproszonych źródeł, często posiadających przepisy sprzeczne ze sobą. Wymusiło to ujednolicenie i skodyfikowanie tego prawa. Pierwsze takie próby przeprowadzano w latach 1526, 1534, 1540 i 1542; zakończyły się one fiaskiem.

#### Rewizje lidzbarskie[8]
Dopiero król polski Zygmunt II August powołał, na wniosek księcia pruskiego i zarazem wielkiego mistrza Zakonu Krzyżackiego Albrechta Hohenzollerna, specjalną komisję kodyfikacyjną do opracowania właściwej rewizji prawa chełmińskiego. Obradowała ona pod przewodnictwem Stanisława Hozjusza, biskupa warmińskiego. W latach 1552–1554 rzeczona komisja opracowała projekt nazwany w XVIII wieku „pierwszą rewizją lidzbarską prawa chełmińskiego”. Pierwsza rewizja spotkała się z silnym oporem szlachty. Przedmiotem krytyki stała się tzw. sukcesja flamandzka, zasada prawa spadkowego przyznająca córkom prawa na równi z synami, a wdowom po bezpotomnie zmarłych mężach – połowę ich wspólnego majątku. W rezultacie opracowanie rewizji uległo przedłużeniu. Na dodatek tymczasowo zmieniono piastuna stanowiska przewodniczącego komisji kodyfikacyjnej; na kilka lat, pod nieobecność biskupa Hozjusza biorącego wtedy udział w Soborze trydenckim, został nim Jerzy Kleefeld (burmistrz gdański). W 1566 r. udało się opracować „drugą rewizję prawa lidzbarskiego” (łac. Ius Culmense correctum, niem. Heilsberger Kulm). Przy jej tworzeniu obficie czerpano z przywileju chełmińskiego, Der Alte Kulm, pierwszej rewizji lidzbarskiej oraz praktyki sądowej Prus Królewskich. Najważniejsi członkowie komisji (biskup Hozjusz, Jerzy Kleefeld i doktor Krzysztof Jonas – doradca księcia Albrechta) nie doszli jednak także i tu do porozumienia odnośnie do ostatecznego kształtu rewizji. W połączeniu z oporem szlachty przeciwko utrzymanej w drugiej rewizji ww. sukcesji flamandzkiej, także i druga rewizja musiała w końcu upaść. Należy zaznaczyć, że wejście sukcesji flamandzkiej w życie oznaczałoby dla szlachty rozdrobnienie jej posiadłości i upadek świetności wielu rodów. Druga rewizja nie uzyskała tym samym aprobaty sejmiku Prus Królewskich; nie uznał jej też Zygmunt August. Była jednak w praktyce stosowana na terenie biskupstwa warmińskiego (z licznymi naleciałościami prawa kanonicznego). Ponadto stanowiła ona podstawę dla opracowywania kolejnych rewizji prawa chełmińskiego. Określenie stosowane na obie rewizje pochodzi od nazwy miejscowości, w której odbywały się końcowe obrady komisji (Lidzbark Warmiński).

#### Rewizja nowomiejska[9]
Nieuznanie drugiej rewizji lidzbarskiej przez sejmik Prus Królewskich i polskiego króla doprowadziło do kontynuacji prac nad kodyfikacją prawa chełmińskiego. Pomiędzy 1566 r. a 1578 r. Albrecht Fryderyk (syn Albrechta Hohenzollerna) podjął kolejną nieudaną próbę scalenia prawa niemieckiego na terenach Prus. W 1578 r. sejmik Prus Królewskich zebrany w Gniewie (miejscowość) powołał do życia dziesięcioosobową komisję celem przeprowadzenia kolejnej rewizji prawa. Trzeba dodać, że komisji udało się zebrać w pełnym składzie po raz pierwszy dopiero w 1580 r. Komisja, pracując na podstawie tekstu drugiej rewizji lidzbarskiej, opracowała własną rewizję, zwaną rewizją nowomiejską (łac. Ius Culmense emendatum, niem. Neumarkter Kulm). Nie uzyskała ona zatwierdzenia sejmiku Prus Królewskich ani króla Polski. Po pewnym czasie przyjął ją szereg miast (z wyjątkiem Gdańska). Była też wykorzystywana, w swoim łacińskim przekładzie, przez królewski sąd asesorski do rozpatrywania apelacji od wyroków sądów miast lokowanych na prawie chełmińskim. Wkrótce doczekała się przekładu także na język polski. Dokonał tego w XVII wieku Paweł Kuszewic. Dzięki temu rewizja doczekała się recepcji w jeszcze większej liczbie miast: na Mazowszu, Kujawach, Ziemi Dobrzyńskiej, Podlasiu i w południowej części Prus Królewskich. Wymienione tu okoliczności doprowadziły do tego, że rewizję nowomiejską zaczęto nazywać Ius Culmense polonicum.

#### Rewizja toruńska[10]
W listopadzie 1585 r., na sejmiku generalnym pruskim w Grudziądzu, przedstawiciele szlachty chełmińskiej zaatakowali prawo chełmińskie, zarzucając mu, że ma ono charakter wyłącznie prawa miejskiego, będąc zarazem prawem nieprzydatnym szlachcie. Tendencje te zostały pogłębione przez fakt poddania się szlachty pod jurysdykcję nowo powstałego Trybunału Koronnego w Piotrkowie (1578 r.). Odtąd szlachta i mieszczaństwo opracowywały „własne”, niezależne rewizje prawa chełmińskiego. W ten sposób w 1594 r. do skutku doszła czysto mieszczańska tzw. rewizja toruńska (łac. Ius Culmense revisum, niem. Thorner Kulm, a z czasem Danziger Kulm). Szczególną rolę w jej opracowywaniu odegrali: syndyk gdański Henryk Lemke oraz burmistrz malborski Grzegorz Heese. Bazowali oni na rewizji nowomiejskiej, a zatem pośrednio też i na drugiej rewizji lidzbarskiej. Podobnie jak poprzednie rewizje, także toruńska nie doczekała się oficjalnego usankcjonowania ze strony sejmiku pruskiego oraz króla polskiego. Została jednak w praktyce przyjęta w Toruniu i Gdańsku (Gdańsk, jako jedno z niewielu miast, nie przyjął rewizji nowomiejskiej).

#### Korektura pruska[11]
Stefan Batory i jego następca, Zygmunt III Waza, o ile byli przeciwnikami utworzenia odrębnego trybunału sądowego dla Prus Królewskich, o tyle mieli pozytywny stosunek do wizji kodyfikacji prawa tej części królestwa. W 1589 r. i 1590 r. uchwalono dwie konstytucje upoważniające pruską szlachtę do utrzymania jej odrębności prawnej przez przeprowadzenie rewizji jej prawa sądowego. Postęp prac nastąpił od 1597 r. – opracowano wtedy dwa projekty szlacheckiego ziemskiego prawa chełmińskiego. Jeden projekt został opracowany przez Reinholda Heidensteina, sekretarza i nadwornego historyka króla Stefana Batorego. Drugi projekt wyszedł spod pióra Mikołaja Niewieścińskiego, sekretarza Zygmunta III Wazy i deputata do Trybunału Koronnego w Piotrkowie. Przyjęcie ostatecznej wersji rewizji odbywało się w sposób dość chaotyczny. Sejmik generalny pruski zwołany na dzień 22 stycznia 1598 r. w Grudziądzu miał na celu dokonanie ustaleń w przedmiocie przyjęcia zgodnej wersji opracowania. Problem w tym, że o ile Heidenstein pojawił się na nim osobiście (wraz ze swoim projektem), to Niewieściński będąc na nim nieobecny jedynie nadesłał swoją wersję. Spowodowało to, że odroczono podjęcie ostatecznej decyzji na kolejny sejmik – sejmik warszawski, który odbył się kilka tygodni później (między 2 marca a 13 kwietnia). Przyjęto na nim (nie bez krytyki miast pruskich) wersję Heidensteina. Doczekała się ona zatwierdzenia konstytucją sejmową, a następnie przywilejem konfirmacyjnym Zygmunta III Wazy. Problem tkwił w tym, że omawiana konstytucja sejmowa zezwalała mieszkańcom pruskim na dalsze modyfikacje prawa, co Waza wykorzystał, wysyłając Niewieścińskiego jako posła na sejmik generalny pruski mający się odbyć w maju w Malborku; miało to na celu dalsze udoskonalenie prawa. Sejmik ten nie doszedł do skutku, w związku z czym zwołano kolejny sejmik generalny o charakterze nadzwyczajnym, na początek czerwca. Pojawiły się na nim kolejne głosy sprzeciwu wobec wersji warszawskiej. Na dodatek, dwa dni po rozpoczęciu sejmiku osobiście pojawił się na nim Zygmunt III Waza, wstrzymując tym samym obrady. Wyraził on wtedy zgodę na odroczenie ostatecznego załatwienia sprawy związanej z prawem chełmińskim aż do sejmiku wrześniowego w Toruniu. Na tym z kolei sejmiku szlachta pruska odmówiła wyboru swoich reprezentantów w celu dalszego rewidowania korektury, stwierdzając, że wersja warszawska jest już prawem obowiązującym i należy przystąpić do jej drukowania. Wojewodowie i przedstawiciele miast oponowali przeciwko takiemu stanowisku. W rezultacie odroczono załatwienie sprawy na kolejny sejmik toruński, w maju 1599 r. Tuż przed tym sejmikiem Waza wydał uniwersał nakazujący ostateczne załatwienie sprawy z tym, że zezwolono na wprowadzanie poprawek odnośnie do kilku unormowań. Wbrew niemożności dojścia do ostatecznego porozumienia (konflikt szlachta – senatorowie – przedstawiciele miast) przeważyło stanowisko szlachty. Korekturę przyjęto, a u króla uzyskano zgodę na wprowadzenie dalszych poprawek oraz zwołanie sejmiku rewizyjnego w tym celu. Miasta zażądały, aby w przypadku przyjęcia „szlacheckiej” wersji Korektury, nie nosiła ona nazwy „Prawa Ziem Pruskich” (łac. Iura terrarum Prussiae), lecz „Prawo ziemskie szlachty pruskiej” (łac. Ius terrestrae Nobilitatis Prussiae). Sejmik rewizyjny wyznaczony na 6 lipca 1599 r. przyjął ostateczną wersję, pod którą nie podpisali się przedstawiciele miast, z wyjątkiem toruńskiego burmistrza Henryka Strobanda. Ostateczny oficjalny tekst Korektury został wydrukowany pod nazwą Ius terrestrae Nobilitatis Prussiae correctum Anno Domini MDXCVIII. Korektura pruska wywarła olbrzymi wpływ na stosowanie prawa na terenie całej Korony Polskiej (p. niżej „Rola prawa chełmińskiego”).
O tym, że rewizje prawa chełmińskiego, nie mając sankcji ustawodawczej były jednak powszechnie stosowane w praktyce, świadczą ich przekłady na łacinę i język polski.
Po opracowaniu rewizji toruńskiej i Korektury pruskiej działalność ustawodawcza związana z prawem chełmińskim zamarła. Podejmowane były pewne próby zmian, jednakże bezskutecznie. Odtąd prawo to rozwijało się jedynie w ramach poszczególnych ośrodków miejskich – w drodze orzecznictwa miejscowych sądów i wydawanych wilkierzy.

### Rola prawa chełmińskiego
Jako narzędzie osadnictwa niemieckiego prawo chełmińskie przyczyniło się do skolonizowania przez ludność niemiecką terenów Zakonu krzyżackiego i Prus Książęcych, a przez to do ich częściowej germanizacji. Wolności stanowe tego prawa przyciągały osadników niemieckich na teren państwa krzyżackiego, lecz z czasem, na skutek ich nieprzestrzegania obróciły się przeciwko Krzyżakom, stając się grabarzem zakonnego państwa krzyżackiego.
Zdaniem Zdrójkowskiego, rewizja toruńska „była najwyższym osiągnięciem myśli prawnej w dawnej Rzeczypospolitej, zarówno jeśli chodzi o bogactwo norm, daleko zaawansowaną i zbliżoną do współczesnej systematykę tej kodyfikacji, jak też dzięki oddzieleniu procesu karnego od cywilnego (...). Była ona największym i najlepiej usystematyzowanym u nas zbiorem materialnego prawa karnego, nie ustępującym bogactwem i kompletnością swoich norm nawet trzeciemu, głośnemu statutowi litewskiemu z 1588 r., a znacznie go przerastającym, jeśli chodzi o nowoczesność techniki kodyfikacyjnej.”
Nie bez znaczenia jest wpływ Korektury pruskiej na prawo polskie. Otóż jej treść była oparta nie tylko na prawie chełmińskim, ale także na prawie polskim (częściowo na stanowionym, a częściowo na zwyczajowym). Polskie prawo ziemskie aż do upadku Rzeczypospolitej było nieskodyfikowane. Zabrakło w nim np. norm regulujących dziedziczenie ustawowe. W rezultacie, zaczęto w szczególny sposób stosować przepisy Korektury pruskiej (zawierającej brakujące w prawie polskim unormowania) w Koronie Polskiej. Przywilej konfirmacyjny Zygmunta III Wazy zatwierdzający treść Korektury zawierał sformułowanie, że ta ma obowiązywać „zarówno wewnątrz, jak i poza Prusami” (łac. „intra quam extra Prussiam”). Chodziło o to, by tekst Korektury mógł być jedną z podstaw prawnych dla Trybunału Koronnego w Piotrkowie przy rozpatrywaniu apelacji z Prus Królewskich. Jednakże adwokaci polscy rozszerzali rozumienie tego zwrotu, wywodząc, że Korektura obowiązuje nie tylko w Prusach, ale i w całej Koronie. Pogląd ten stopniowo rozszerzał się, a orzecznictwo Trybunału Koronnego w Lublinie dało mu jeszcze silniejszą podstawę. Zapewne dlatego też trzy ostatnie wersje drukowane Korektury powstały właśnie w Lublinie. W XVIII w. powoływanie się na przepisy spadkowe Korektury pruskiej było w Koronie niemal powszechne.

## Miasta lokowane na prawie chełmińskim

### Wpaństwie zakonu krzyżackiego
- Chełmno – 1233
- Stare Miasto Toruń – 1233 (Nowe Miasto Toruń – 1264)
- Kwidzyn – 1234
- Malbork – 1286
- Grudziądz – 1291
- Tolkmicko – 1296
- Pasłęk – 1297
- Gniew – 1297
- Królewiec – 1300
- Nowe – 1301
- Święta Siekierka – 1301
- Iława – 1305
- Łasin – 1306 (wcześniejsza lokacja na prawie magdeburskim w 1298)
- Cynty – 1313
- Brodnica – 1317
- Nowe Miasto Lubawskie – 1325
- Lubawa – 1326
- Morąg – 1327
- Prabuty – 1330
- Reszel – 1337
- Gdańsk – 1343 (główne miasto), wcześniej w 1263 został założony na prawie lubeckim, w 1346 wielki mistrz krzyżacki, Henryk Dusemer, wydał dokument, który likwidował resztki działania prawa miejskiego według wzoru lubeckiego i zastępował je prawem chełmińskim.
- Działdowo – 1344
- Bytów – 1346
- Tuchola – 1346 (powtórna lokacja, pierwotna w XIII w.)
- Olsztyn – 1353
- Kętrzyn – 1357
- Biały Bór – 1382
- Sztum – 1416
- Kłajpeda – 1475 (powtórna lokacja, pierwotna w 1254 na prawie lubeckim)

### Wksięstwie mazowieckim
- Warszawa – około 1300
- Bodzanów – 1351
- Nowy Dwór Mazowiecki – 1374
- Magnuszew – 1377
- Różan – 1378
- Błonie – 1380
- Gostynin – 1382
- Sochocin – 1385
- Czersk – 1386
- Goszczyn – 1386
- Nasielsk – 1386
- Wyszogród – 1398
- Ciechanów – 1400
- Bieżuń – 1406
- Łomża – 1418
- Grójec – 1419
- Nowe Miasto – 1420
- Maków Mazowiecki – 1421
- Kolno – 1425
- Tykocin – 1425
- Przasnysz – 1427
- Piaseczno – 1429
- Mława – 1429
- Mszczonów – 1437 (obdarzenie miasta prawem chełmińskim przez Siemowita V)
- Radzymin – 1475
- Niedzbórz – 1505